# Guayaquil, pórtico de oro
Guayaquil, pórtico de oro es una composición musical con tono de pasillo, la partitura fue escrita por el compositor Carlos Rubira Infante.

## Historia
La letra fue tomada de un poema titulado Guayaquil, escrito por el guayaquileño Pablo Hanníbal Vela, quien le entregó su libro de poemas a Rubira con la aspiración de que fuera musicalizado. La música fue compuesta en 1945 con el nombre final de Guayaquil, pórtico de oro.